# Madhwa Anandatirtha
Madhwa Anandatirtha (dewanagari मध्वाचार्य, transliteracja madhvācārya, transkrypcja Madhwaćarja; ur. 1238 w Padźaka k. Udupi, zm. 1318) – średniowieczny wisznuicki (hinduizm) święty i kaznodzieja słynący jako nieprzejednany przeciwnik monistycznej filozofii Śankary.
Urodził się jako Wasudewa, w wieku 8 lat przeszedł ceremonię otrzymania świętej nici (upanajana) i rozpoczął studia nad wedantą i innymi pismami literatury wedyjskiej. W wieku 16 lat przyjął śluby sannjasy (od guru Aćjutaprekszy) oraz imię Purnapragja Tirtha i poświęcił się głoszeniu filozofii dwajta (dualizm) na całym subkontynencie indyjskim. W tym czasie dał się poznać jako mówca, niemający sobie równych w teologii i filozofii. Za swoją życiową misję przyjął wyparcie nauk Śankary z Indii i to zadanie powierzył także swoim licznym uczniom.

## Doktryna
Madhwa bardzo silnie rozróżniał:
- Boga i pojedynczą duszę
- Boga i materię
- pojedynczą duszę i materię
- same pojedyncze dusze
- poszczególne elementy materii

### 9 dogmatów
Bardzo rozbudowaną filozofię Madhwy, Wjasatirtha przedstawił w 9 syntetycznych punktach:
1. Kryszna jest osobą i najwyższym Bogiem
2. cały wszechświat jest realny
3. istnieje pięć związków z Bogiem
4. dusze są osobami i są zależne od Kryszny
5. występują znaczące różnice pomiędzy duszami wiecznie wyzwolonymi (nitja siddha) i wiecznie uwarunkowanymi (nitja baddha)
6. wyzwolenie jest szczęściem związanym z przyjęciem swej rzeczywistej formy duchowej
7. wyzwolenie to osiągnięcie Kryszny, które objawia się rozwinięciem oddania i miłości do niego (bhakti)
8. prawdziwą wiedzę można osiągnąć poprzez: postrzeganie, konkluzję i przekaz słowny
9. Boga można poznać poprzez pisma objawione

## Dorobek literacki
Pozostawił po sobie 37 wysoce skomplikowanych dzieł, których większość nie może być właściwie zrozumiana bez stosownego komentarza. Niektóre z nich to:
- Wisznutattwanirnaja – dotycząca kultu osobowego Boga – Wisznu
- Gitabhasja – komentarz do Bhagawadgity
- Brahmasutrabhasja – komentarz do Wedantasutry
- Daśaprakarana – 10 tekstów poruszających tematy logiki, filozofii dwejta, ontologii i epistemologii
- Tantrasarasangraha – dotycząca praktycznych aspektów wisznuizmu